# Rosa María Sánchez-Yebra
Rosa María Sánchez-Yebra Alonso es una farmacéutica y funcionaria española, que entre 2014 y 2016 fue Secretaria General del Tesoro y Política Financiera.

## Biografía
Nació en Orense. Se licenció en Farmacia con premio extraordinario por la Universidad de Santiago de Compostela, y se doctoró cum laude, por unanimidad, y obtuvo premio extraordinario de doctorado en la citada universidad. Realizó un máster en Dirección y Administración de Empresas (MBA) en el Instituto de Empresa (IE Business School) de Madrid. Desde el año 2000 pertenece al Cuerpo de Técnicos Comerciales y Economistas del Estado dependiente del Ministerio de Economía y Hacienda.
Ha ocupado los cargos de consejera del Banco de España, consejera en la Comisión Nacional del Mercado de Valores (CNMV) y del FROB, vicepresidenta del Fondo de Garantía de Depósitos, Presidenta del Comité de Seguimiento de Sareb y del Fondo de Amortización del Déficit Eléctrico (FADE).[¿cuándo?] Entre 2004 y 2009, ocupó el puesto de Directora de la Oficina Comercial para España en Rumanía.
Desde el 19 de diciembre de 2016 ocupa, por un mandato de cinco años, el cargo de vicegobernadora de estrategia de desarrollo social (existe otro vicegobernador de estrategia financiera) del Banco de Desarrollo del Consejo de Europa.
En junio de 2021 se incorporó al Consejo de la recién creada Sociedade para o Desenvolvemento de Proxectos Estratéxicos de Galicia, institución público-privada que canalizará los proyectos que optan a los millonarios fondos Next Generation de la UE.
El 27 de octubre de 2021 el consejo de administración de Abanca aprobó el nombramirnto de Rosa María Sánchez-Yebra como nueva consejera independiente. Esta ourensá se convirtió así en la cuarta consejera independiente de la entidad, y su elección la sitúa por encima de un tercio (36,3 %) de la proporción de mujeres en el máximo órgano de gestión de Abanca, lo que supone «un nuevo paso adelante en la estrategia de igualdad de la entidad», tal y como destacaron desde el banco.